# Ellen Kushner

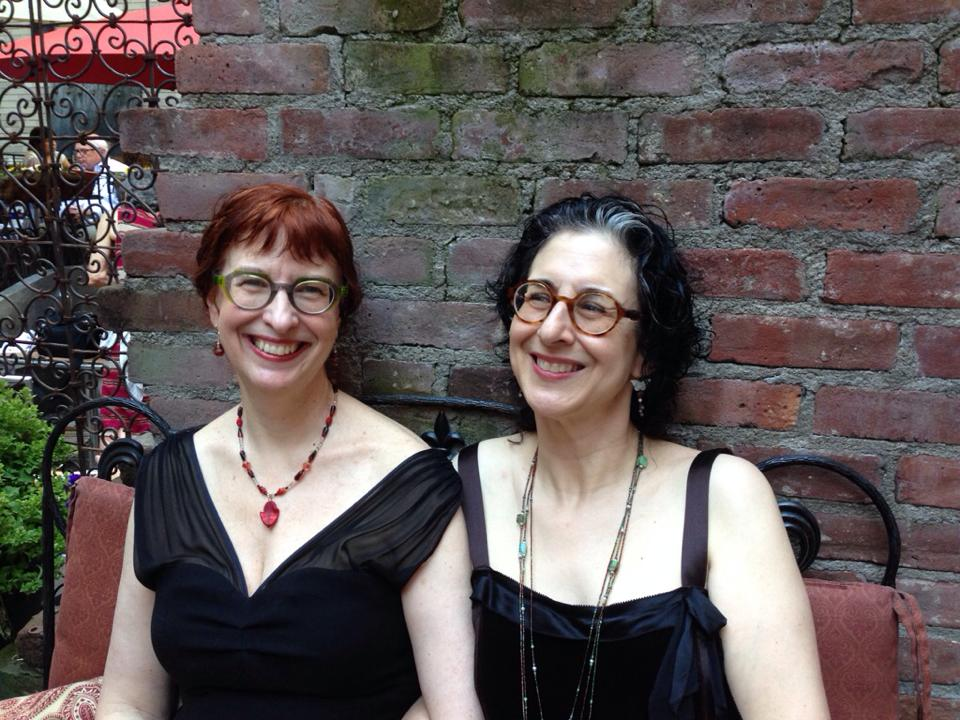
Dèlia Sherman i Ellen Kushner

Ellen Kushner (Whashington DC, 6 d'octubre del 1955) és una escriptora de novel·la de fantasia. Des del 1996 fins al 2010 presentà el programa de ràdio Sound & Spirit, produït per la WGB de Boston.

## Vida personal
Ellen Kushner nasqué a Washington, DC, i va créixer a Cleveland, Ohio. Estudià al Bryn Mawr College i es graduà en el Barnard College. Ara viu a Nova York amb la seua esposa i col·laboradora, Delia Sherman. Es casaren al 1996. Ellen Kushner es considera bisexual.

## Carrera literària
Els primers llibres d'Ellen Kushner foren cinc llibrejocs. En aquest període publicà la seua primera novel·la, A punta d'espasa (Swordpoint), el 1987. El 2006 edita El privilegi de l'espasa, una seqüela. La caiguda dels reis (2002) (escrita amb Delia Sherman) està ambientada quaranta anys després d'A punta d'espasa. Els tres es consideren novel·les de "fantasia costumista" i estan ambientats en una imaginària capital i el seu districte de la Ribera, on els lluitadors locals són contractats per les classes altes.
Entre 2011 i 2014 es publiquen versions d'audiollibre de les tres novel·les per Neil Gaiman Presents. L'adaptació de Swordspoint guanyà el premi Audie de 2013 al millor drama, un premi Earphones Award d'AudioFile Magazine, i el premi d'Or a l'Excelencia Communicator (2013). L'adaptació de The Fall of the Kings va guanyar el premi Wilbur (2014).
La segona novel·la de Kushner, Thomas the Rhymer, guanya el premi World Fantasy i el Mythopoeic Award el 1991. També ha publicat narracions curtes i poesia en algunes antologies.
El 2002, publicà un CD de la seua història The Golden Dreydl: A Klezmer Nutcracker, que utilitza música d'El trencanous de Piotr Tchaikovsky per a narrar una història de hanukkà. La música del CD és interpretada per la Shirim Klezmer Orchestra. The Golden Dreydl guanyà un premi Gracie de l'American Women in Ràdio and Television. Una versió teatral de The Golden Dreydl s'interpretà el 2008 i 2009 en el Vital Theater de Nova York, amb guió escrit per Kushner (que feu el personatge de Tante Miriam en la producció de 2008) i fou dirigida per Linda Ames Key.
El 2007, Kushner, amb Elizabeth Schwartz i Yale Strom, escrigué el guió de l'audiodrama musical The Witches of Lublin per a la ràdio pública. Es basava en la història de les dones jueves músiques a Europa al segle xviii. The Witches of Lublin s'emeté als Estats Units l'any 2011 amb interpretacions de Tovah Feldshuh i Simon Jones. Va guanyar el premi Wilbur 2012 al millor programa individual de ràdio; el premi Grace Allen 2012 al millor director, i el premi Gabriel 2012.
L'any 2011 coedità amb Holly Black Welcolme to Bordertown, una antologia d'històries de Terri Windling. En una adaptació d'audiollibre Neil Gaiman va llegir la seua obra.
Amb Delia Sherman i altres, Ellen Kushner participa en el moviment d'art intergenèric. És cofundadora i presidenta d'Interstitial Arts Foundation.
L'any 2015, Ellen Kushner crea Tremontaine, una preqüela serialitzada d'A punta d'espasa, per a Serial Box, que va durar quatre temporades.
Forma part d'Endicott Studio, i ha fet classes i seminaris en el programa de Hollins University's MFA; l'Odyssey Writing Workshop; i el Clarion Writers' Workshop.

## Novel·les publicades

### Llibrejocs
- 47. Outlaws of Sherwood Forest (agost, 1985)
- 56. The Enchanted Kingdom (maig, 1986)
- 58. Statue of Liberty Adventure (juliol, 1986)
- 63. Mystery of the Secret Room (desembre, 1986)
- 86. Knights of the Round Table (desembre, 1988)

### Saga de La Ribera
- Swordspoint (A punta d'espasa) (1987)
- The Fall of the Kings (La caiguda dels reis) (amb Delia Sherman) (2002)
- The Privilege of the Sword (El privilegi de l'espasa) (2006)
- The Man with the Knives (2010)

### Altres novel·les
- Thomas the Rhymer (1990)
- St. Nicholas and the Valley Beyond the World's Edge (1994)

### Col·laboracions
- Basilisk (1980)
- The Horns of Elfland (amb Delia Sherman i Donald G. Keller) (1997)
- Welcome to Bordertown (New Stories and Poems of the Borderlands) (amb Holly Black) (2011)